# نيلسون جارنر
نيلسون جارنر (بالإنجليزية: Nelson Garner)‏ هو لاعب كرة قدم أمريكية أمريكي، ولد في 23 فبراير 1976 في برلنغتون في الولايات المتحدة.